# Venzolasca
Venzolasca är en kommun i departementet Haute-Corse på ön Korsika i Frankrike. Kommunen ligger i kantonen Vescovato som tillhör arrondissementet Corte. År 2022 hade Venzolasca 1 840 invånare.

## Befolkningsutveckling
Antalet invånare i kommunen Venzolasca
Referens:INSEE